# 博雷洛島
博雷洛島（英語：Borrello Island）是南極洲的島嶼，位於威爾克斯地，處於霍林島西面，屬於風車群島的一部分，根據美國海軍拍攝空中照片繪入地圖，現時由南極條約體系管理。